# Aeroport de Bol-Bérim
L'aeroport de Bol-Bérim (codi IATA: OTC, codi OACI: FTTL) és un aeroport d'ús públic situat a prop de Bol, a la regió del Llac, al Txad.